# ترديد
الترديد عند الأصوليين والمنطقيين هو إيراد أوصاف الأصل وحصرها وإبقاء البعض وإبطال البعض الآخر لتثبت علية الباقي، ويسمى بالسبر أيضا.

## وصلات خارجية
- ترديد - لغت نامه دهخدا